# ديفيد فليت
ديفيد فليت هو سياسي كندي، ولد في 3 مارس 1954 في تورونتو في كندا. نشط حزبياً في الحزب الليبرالي في أونتاريو ‏. وقد انتخب عضو برلمان مقاطعة أونتاريو ‏.